# Meru
 For alternative betydninger, se Meru (flertydig). (Se også artikler, som begynder med Meru)
Meru  (sanskrit: मेरु) (også kaldet Sumeru dvs. "storslåede Meru") er et helligt bjerg i hinduistisk, buddhistisk og jainistisk mytologi og anses for at være centeret for alle fysiske og spirituelle universer. Det anses for at være hjemsted for Brahma og andre guddomme. Mange hindutempler inklusiv Angkor Wat, det primære tempel i Angkor i Cambodia, er blevet bygget som en symbolsk repræsentation af bjerget. Bjerget siges at være 80.000 yojana høj og være placeret i Jambudvipa, et af kontinenterne på jorden ifølge hinduismen (størrelsen af en yojana varierer over tid; Jordens omkreds skulle være 3.200 jojana ifølge Vārāha Mihira og en anelse mindre i Āryabhatiya, men 5.026,5 yojana i Suryasiddhānta; Bhāgvata Purāna anser Meru for at være 80.000 yojana høj, Mahābhārata anser Jamboodvipa for at være 18.000 yojana; dermed er det ikke muligt at angive en højde på Meru ud fra disse kilder). 